# Clinteria wongi
Clinteria wongi är en skalbaggsart som beskrevs av Pavicevic 1987. Clinteria wongi ingår i släktet Clinteria och familjen Cetoniidae. Inga underarter finns listade i Catalogue of Life.